# Baylor University

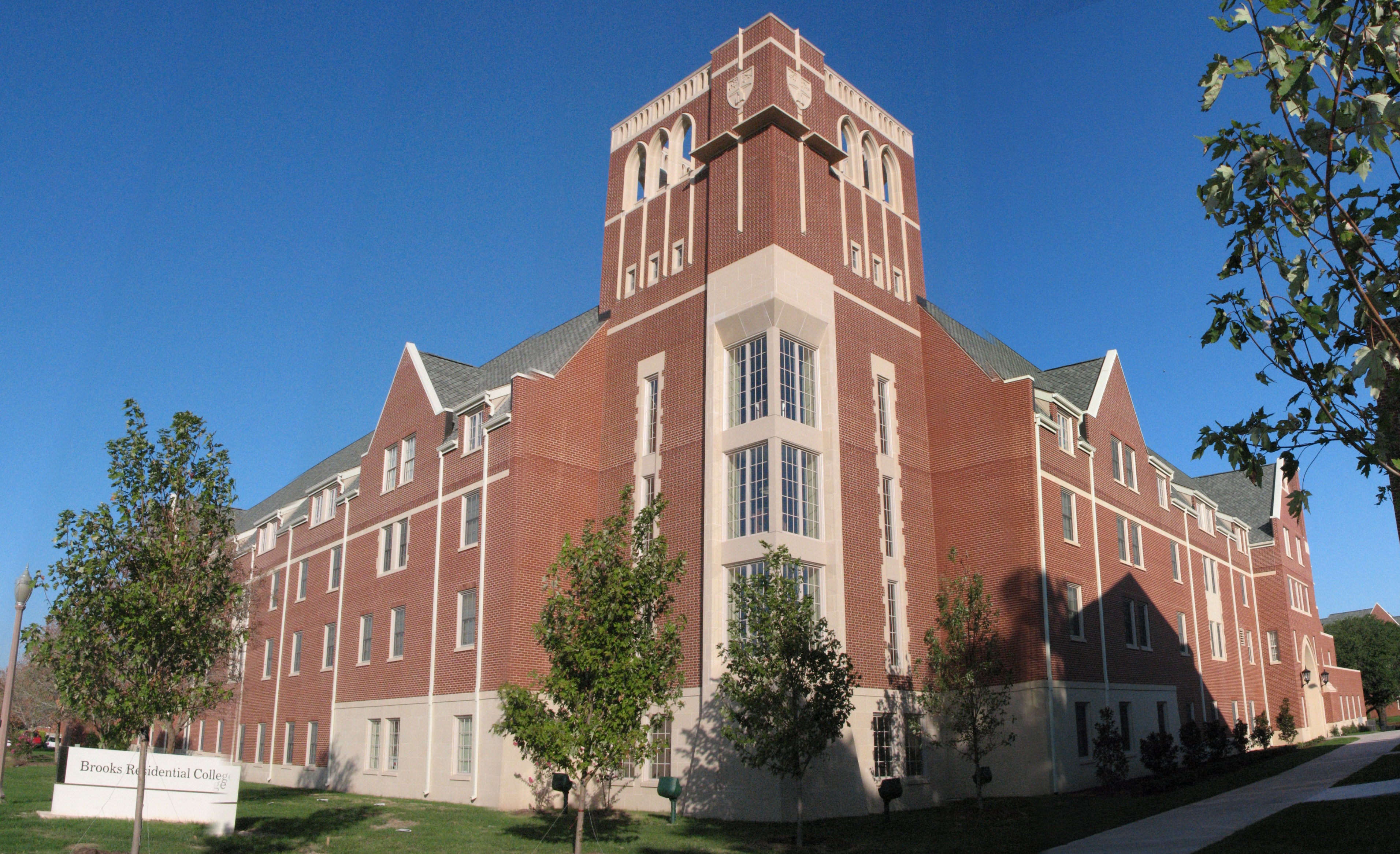
Brooks College

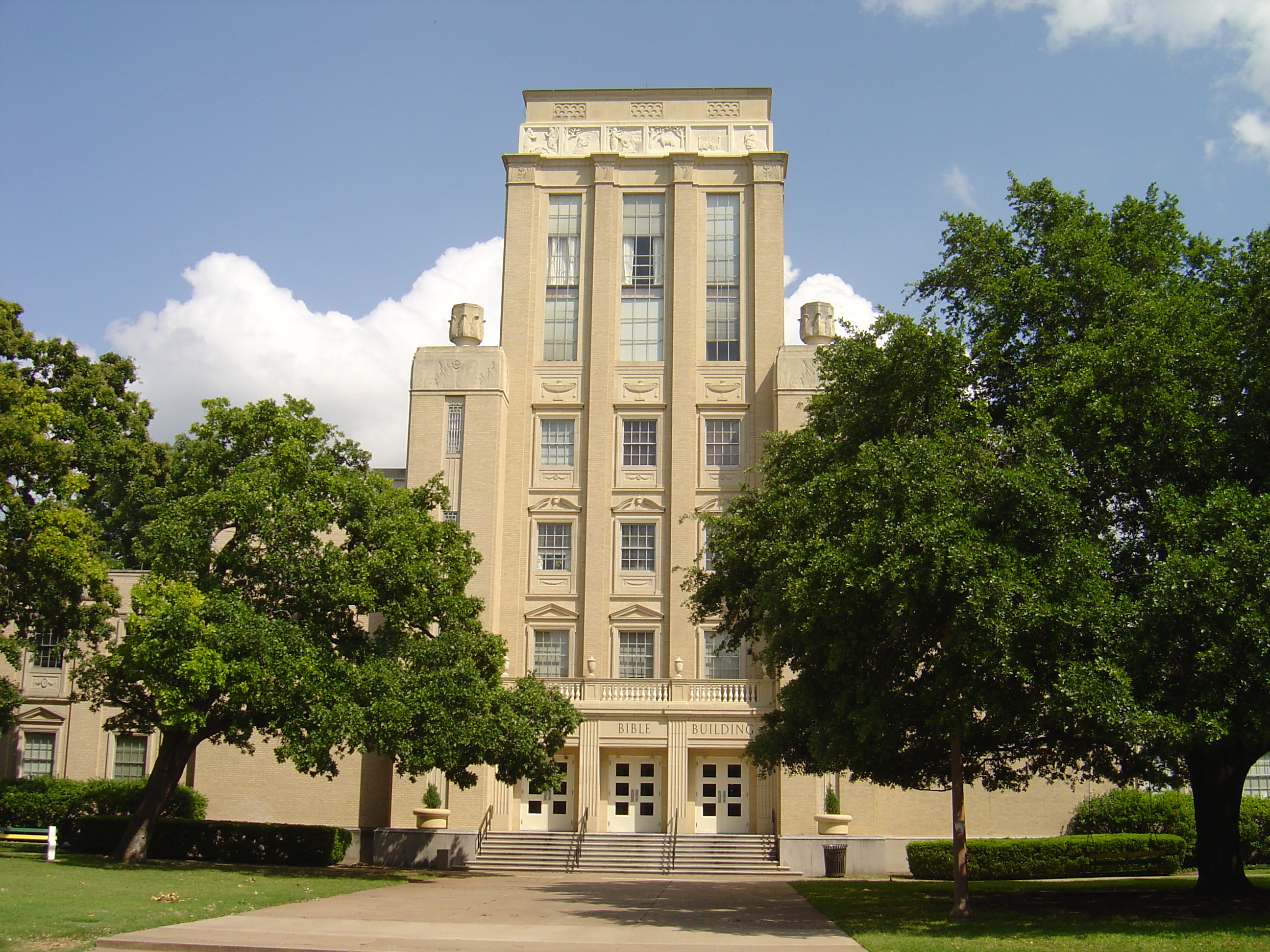
Tidwell Bible Building

Die Baylor University ist eine Privatuniversität in Waco im US-Bundesstaat Texas. Die Hochschule wurde 1845 gegründet und ist mit der Baptistenkirche verbunden. Im Herbst 2020 studierten hier 19.522 Personen, wovon 14.399 ein grundständiges Studium und 5.123 weiterführende Studien belegten. Im nationalen Ranking belegte die Universität Rang 76.

## Geschichte
1841 unterbreiteten der Baptistenpastor William Milton Tryon und der Bezirksrichter Robert Emmett Bledsoe Baylor den 35 Delegierten der Versammlung der Union Baptist Association den Vorschlag, eine baptistische Universität in Texas zu gründen. Die Texas Baptist Education Society reichte 1844 beim Kongress der Republik Texas eine Petition ein, um eine baptistische Universität zu gründen. Anson Jones, der Präsident der Republik Texas, unterzeichnete den Beschluss des Kongresses am 1. Februar 1845 und damit war die Baylor University formell gegründet. Der baptistische Pastor James Huckins war der dritte Gründungsvater der Universität und dessen hauptamtlicher Geldbeschaffer. Der Unterricht für die ersten Studenten begann im Mai 1846 in Independence,  die College-Kurse wurden im Juni 1847 angeboten. 1886 schlossen sich Baylor und Waco University zur Baylor University in Waco zusammen. 
Im Oktober 1900 wurde eine medizinische Schule namens University of Dallas Medical Department in Dallas gegründet, die sich 1903 der Baylor University angeschlossen hatte. Nun wurde sie Baylor University College of Medicine genannt. 1943 schloss sich das College dem Texas Medical Center in Houston an, und 1948 wurde die Graduate School of Biomedical Sciences gegründet. 1969 trennte sich das College einvernehmlich von der Baylor University, um eine unabhängige, nichtkonfessionelle Institution zu werden und staatliche Forschungsgelder zu erhalten. Sie nannte sich danach Baylor College of Medicine.
Im 20. Jahrhundert ist die Universität gewachsen, der Campus umfasste etwa 1.000 Hektar und im 21. Jahrhundert wurden jährlich mehr als 15.000 Personen in zehn Fakultäten ausgebildet. 2020 gab es 126 Studiengänge fürs Grundstudium, 79 für den Master und 47 für Doktoranden. Zu den Absolventen gehören Pastoren, Pädagogen, Missionare, Manager, Unternehmer, Politiker, Profisportler und weitere Fachleute.

## Fakultäten
- Ingenieurwissenschaften und Informatik
- Künste und Naturwissenschaften
- Musik
- Pädagogik
- Pflege (Louise Herrington School of Nursing)
- Rechtswissenschaften
- Sozialarbeit
- Wirtschaftswissenschaften (Hankamer School of Business)
- Honors College
- Graduate School

## Sport

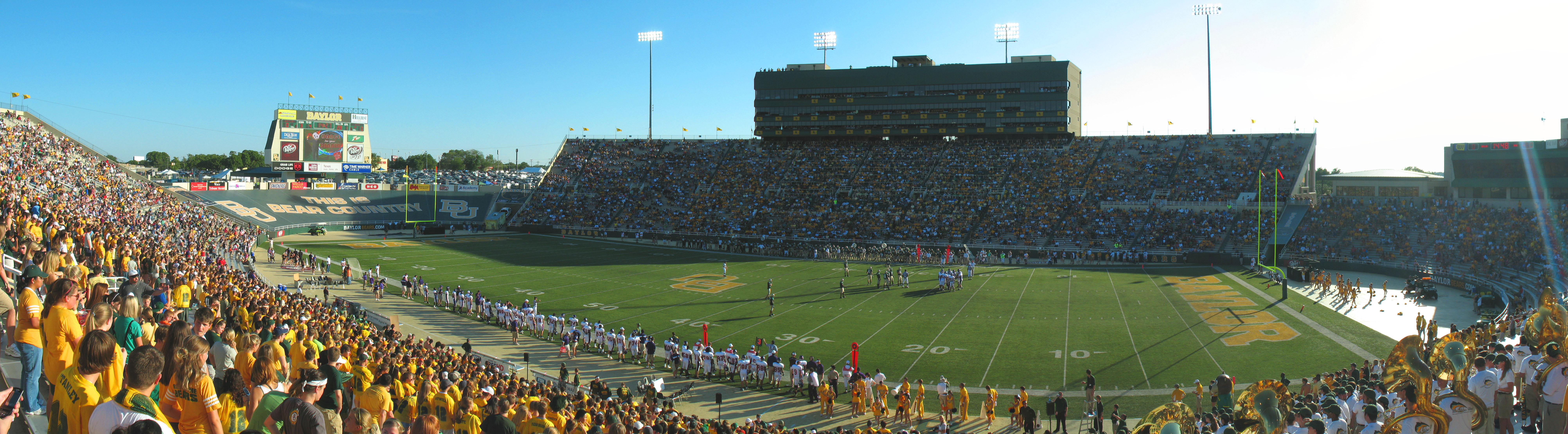
Floyd Casey Stadium

Die Sportteams der Baylor University sind die Bears (Männer) und Lady Bears (Frauen). Die Hochschule ist Mitglied in der Big 12 Conference.

## Waco Mammoth National Monument
Mit dem National Park Service und der Stadt Waco ist die Universität für die Verwaltung des Waco Mammoth National Monuments zuständig. Letztere führt seit der Entdeckung Fossilien-Fundstelle von Präriemammuts und weiteren Fossilien aus dem Pleistozän 1978 die Erforschung der Funde durch.

## Persönlichkeiten
Kunst und Unterhaltung
- Jeff Dunham (* 1962) – Comedian
- Thomas Harris (* 1940) – Autor
- Willie Nelson (* 1933) – Countrymusiker
- Kevin Reynolds (* 1952) – Regisseur

Politik und Soziologie
- Rand Paul (* 1963) – Senator für Kentucky
- Ann Richards (1933–2006) – ehemalige Gouverneurin von Texas
- Rodney Stark (1934–2022) – Religionssoziologe und Direktor für Religionsstudien
- Kenneth Starr (1946–2022) – United States Solicitor General, Präsident der Universität
- Mark White (1940–2017) – Gouverneur von Texas

Sport
- Benjamin Becker (* 1981) – Tennisspieler
- Matt Bryant (* 1975) – Footballspieler
- Bill Edwards (1920–2009) – Footballspieler
- Robert Griffin III (* 1990) – Footballspieler
- Brittney Griner (* 1990) – Basketballspielerin
- Michael Johnson (* 1967) –  Olympiasieger
- Ted Lyons (1900–1986) – Baseballspieler
- Mike Nelms (* 1955) – Footballspieler
- Matt Rhule (* 1975) – Footballtrainer
- Del Shofner (1934–2020) – Footballspieler
- Mike Singletary (* 1958) – Footballspieler
- NaLyssa Smith (* 2000) – Basketballspielerin
- Jeremy Wariner (* 1984) –  Olympiasieger
- Darold Williamson (* 1983) – Olympiasieger

Wirtschaft und Naturwissenschaften
- Mark Hurd (1957–2019) – Präsident von Oracle
- Allen Stanford (* 1950) – Finanzunternehmer und verurteilter Anlagebetrüger
- Marjorie G. Horning (1917–2020) – Biochemikerin und Pharmakologin
- Evan C. Horning (1916–1993) – Chemiker